# 忍冬
忍冬（学名：Lonicera japonica），是忍冬科的一種植物，花称为金银花、也叫忍冬藤、鴛鴦草、雙花、毛金銀花、二寶花、雙寶花。
“金银花”一名始載於宋代《蘇沈內翰良方》，金銀花指的是忍冬花朵因成熟度不同由白變黃的特性。而“忍冬”则得名于植物冬天不枯萎的特点。由于忍冬花初开为白色，后转为黄色，因此得名金银花。花芬芳，果实为黑色球形的浆果，直径是3—4（0.12—0.16英寸），含有数粒种子。

## 形态

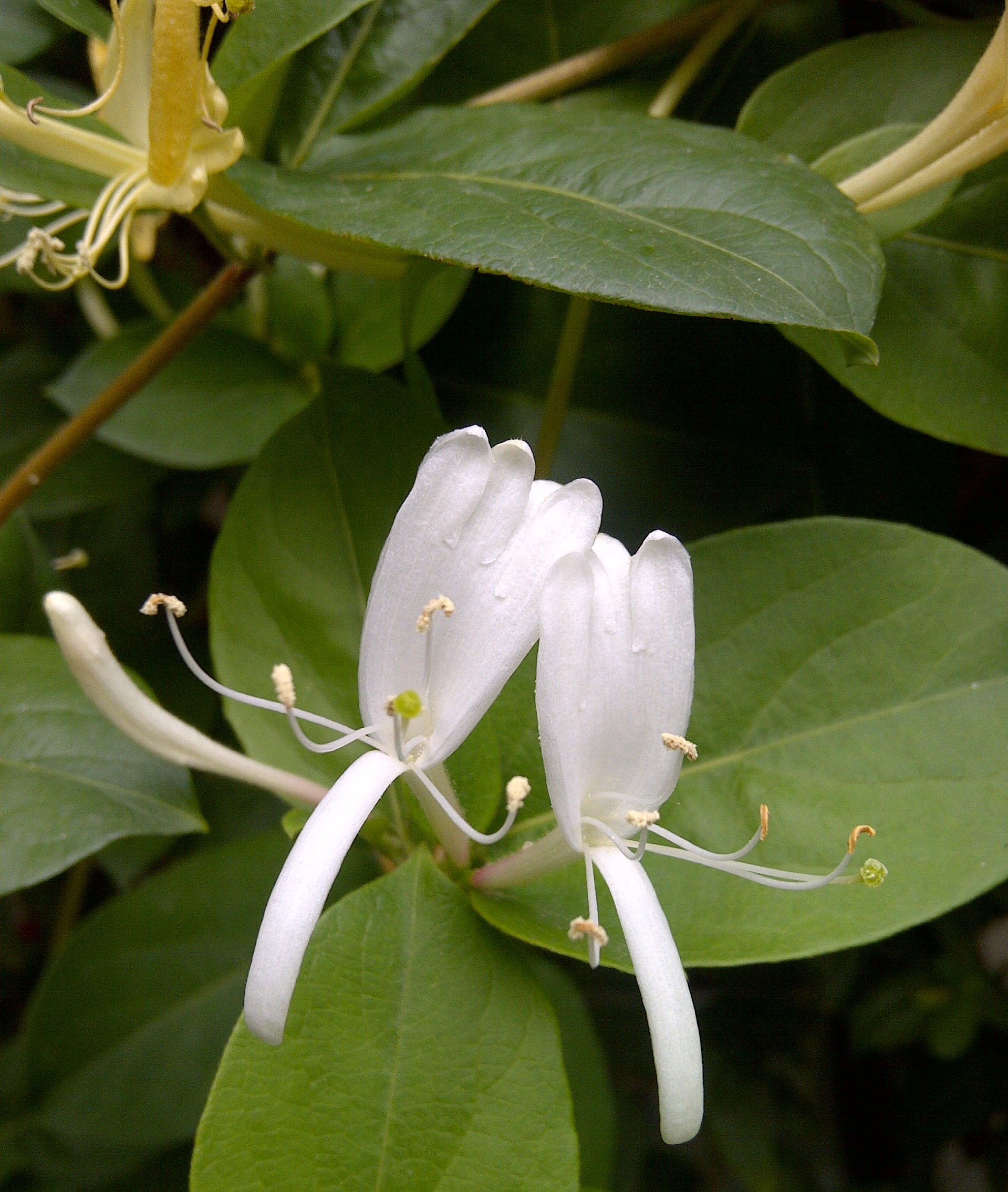
忍冬花（金银花）。

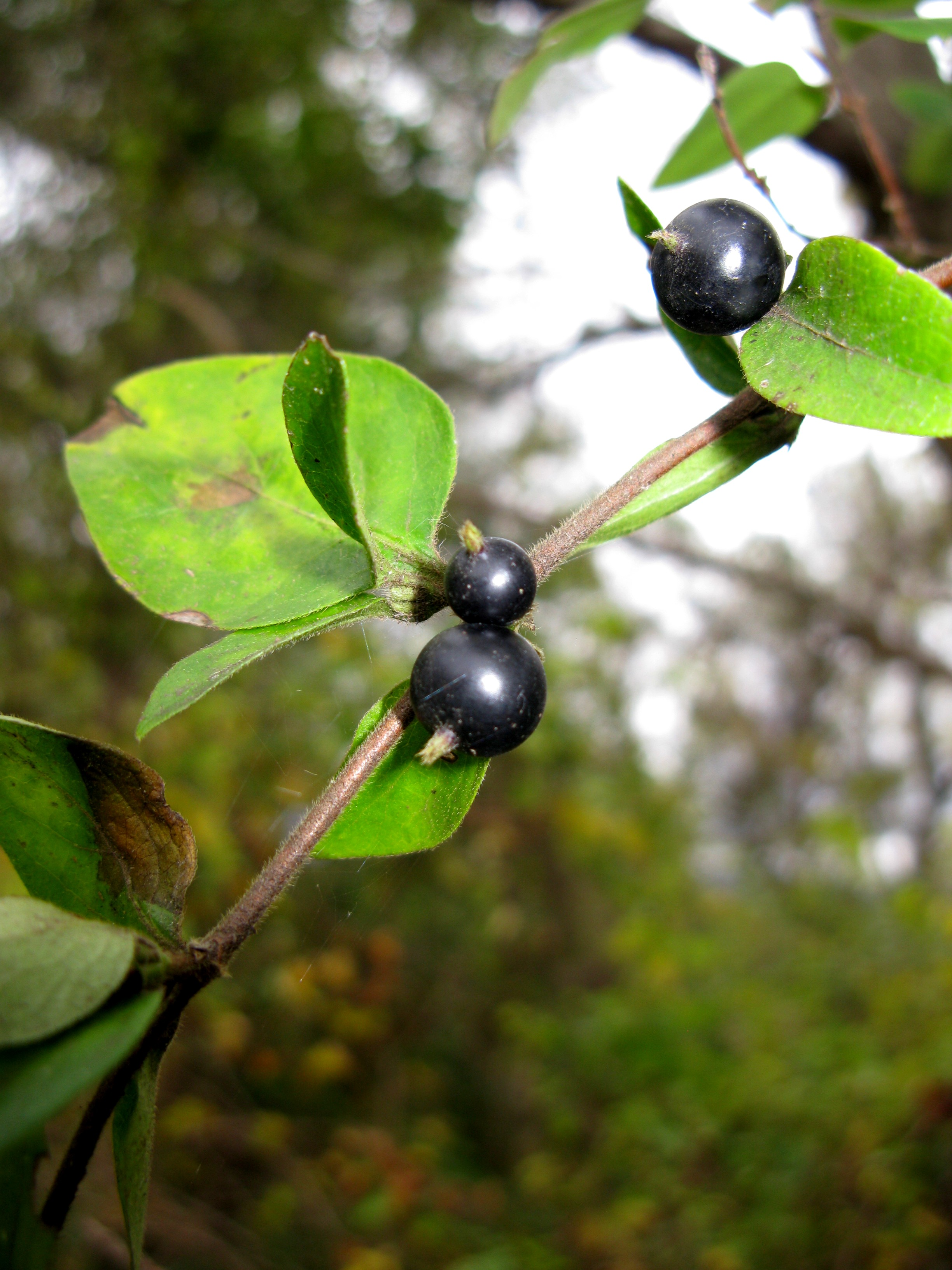
果实。

多年生半常绿缠绕灌木。小枝细长，中空，藤为褐色至赤褐色。卵形叶子对生，枝叶均密生柔毛和腺毛。夏季开花，苞片叶状，唇形花有淡香，外面有柔毛和腺毛，雄蕊和花柱均伸出花冠，花成对生于叶腋，花色初为白色，渐变为黄色，黄白相映，故称金银花。球形浆果，熟时黑色。

## 分布
廣產於东亚。中国大部分地区均产，主要产於黑龙江、内蒙古、宁夏、青海、新疆、河南、海南、西藏等地，朝鲜半岛、日本亦有分布。生长在50－1500米的地区。多野生于较湿润的地带，如溪河两岸、湿润山坡灌丛、疏林中。
在南美、北美、夏威夷和澳大利亞等地是入侵種。

## 药用

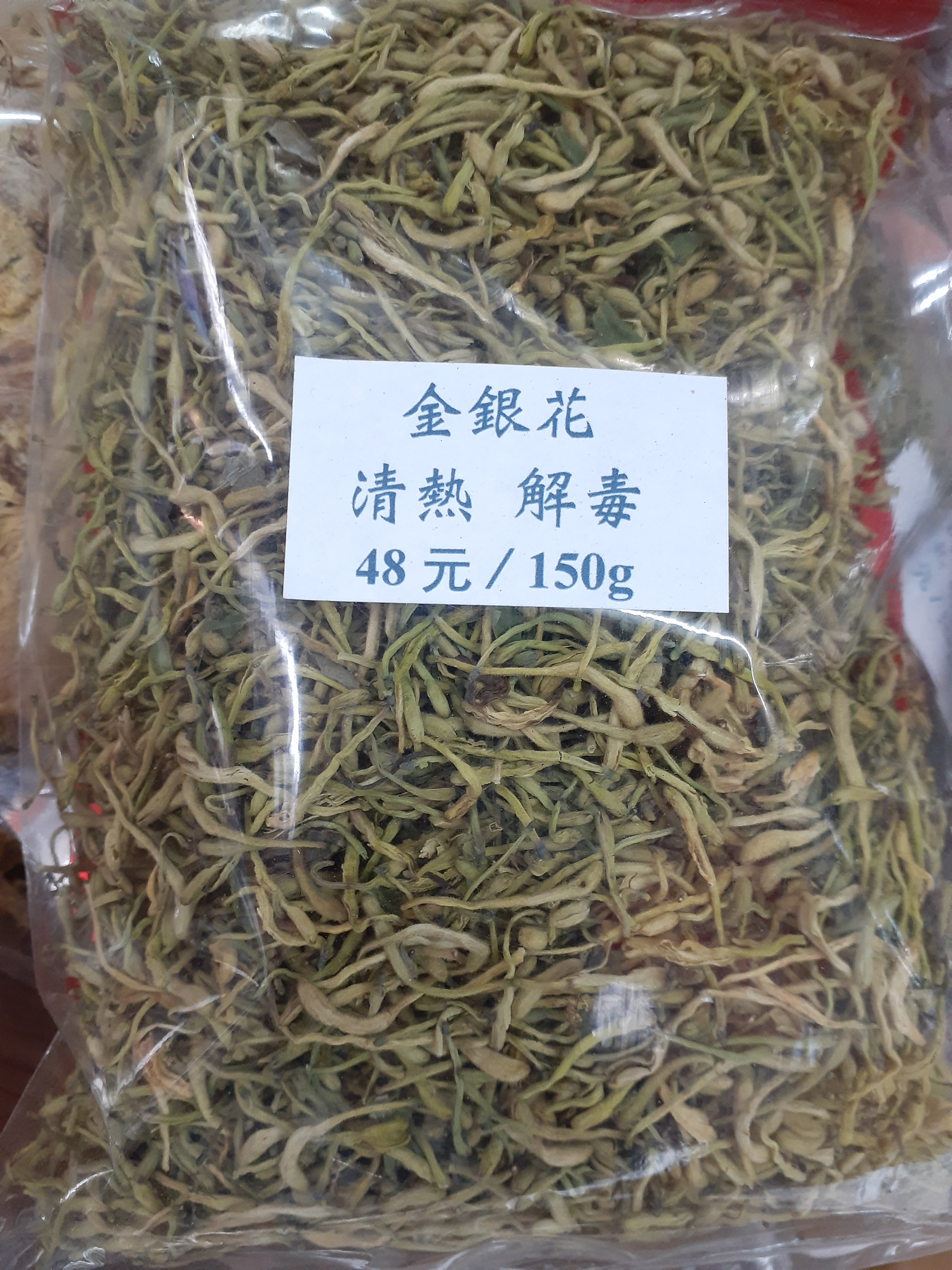
金銀花

忍冬藥用分花及藤兩部分，明張介賓《本草正》載金銀花：「善於化毒，故治癰疽、腫毒、瘡癬、楊梅、風濕諸毒，誠為要藥」至清代花貴藤賤。《神農本草經》中之忍冬為麥冬。
中医认为金银花（即忍冬的花蕾）性寒，味甘，略有酸味，具有清热解毒、凉血、通经活络、收敛的作用。广东民间常用之泡茶喝，以清热解毒，是製作五花茶的其中一種花。中医称，金银花能宣散风热，还善清解血毒，用于各种热性病，如身热、发疹、发斑、热毒疮痈、咽喉肿痛等症状。
葡萄糖-6-磷酸脫氫酶缺乏症（蠶豆症）應避免服用金銀花，因會導致溶血反應。

### 抗病毒作用
loniflavone是金银花中发现的一种化合物，其抗病毒作用已在运算科学中进行了研究，其中已证明该化合物以高亲和力结合 SARS-CoV-2 刺突蛋白的能力，这是针对该病毒引起的疾病开发药物的早期步骤。

## 别名
忍冬、金银藤（江西铅山、云南楚雄），银藤（浙江临海、江苏），二色花藤（上海），二宝藤、右转藤（四川），子风藤（浙江丽水），密桷藤（江西铅山），鸳鸯藤（福建），二花（河南封丘），老翁须（常用中草药图谱）等。

## 延伸阅读
[在维基数据编辑]
 《欽定古今圖書集成·博物彙編·草木典·忍冬部》，出自陈梦雷《古今圖書集成》
 《植物名實圖考·忍冬》，出自吳其濬《植物名實圖考》